# James Wilson (Politiker, 1797)

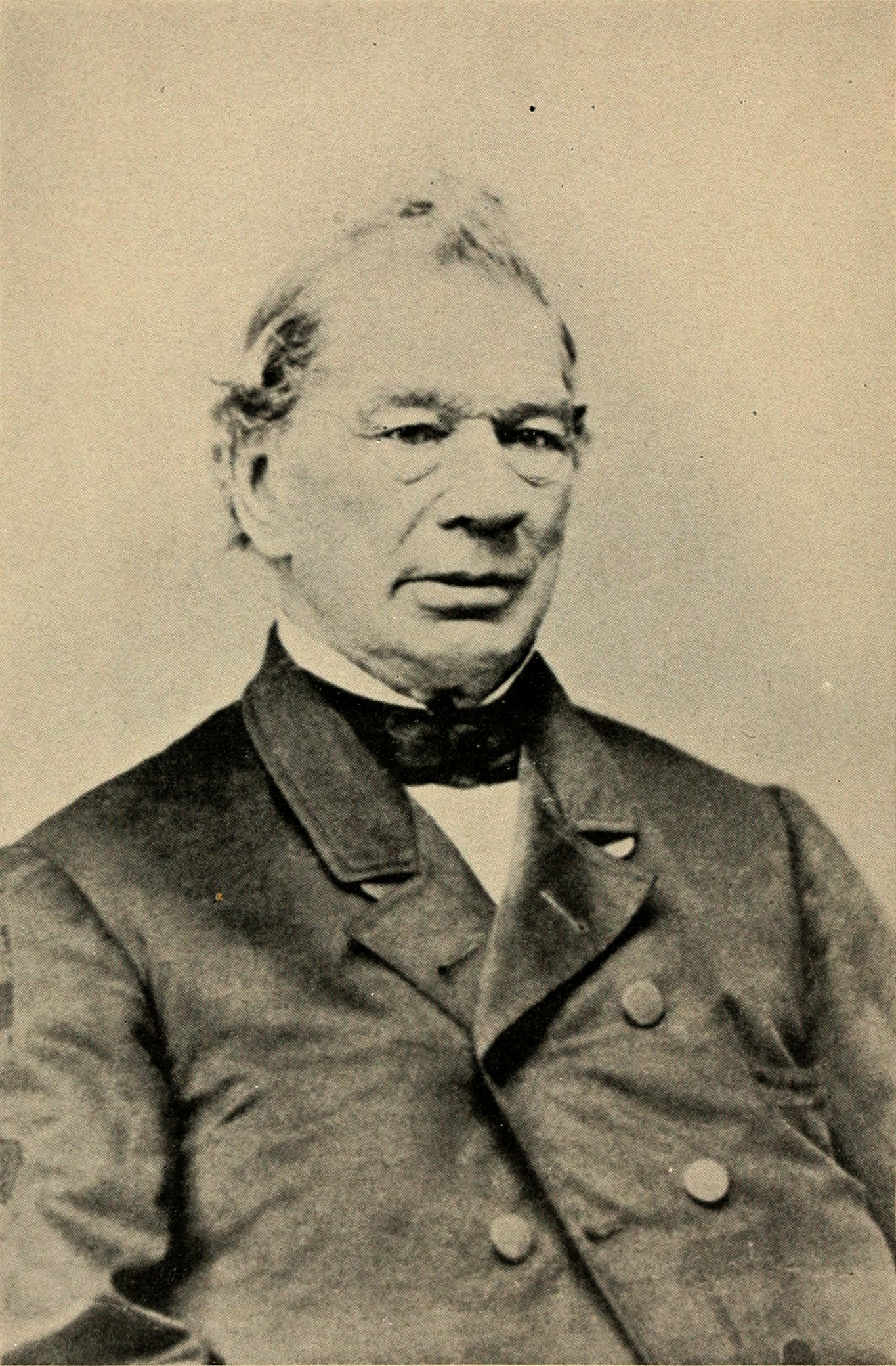
James Wilson

James Wilson (* 18. März 1797 in Peterborough; † 29. Mai 1881 in Keene) war ein US-amerikanischer Politiker in New Hampshire. Von 1847 bis 1850 vertrat er den Bundesstaat New Hampshire im US-Repräsentantenhaus.

## Werdegang
James Wilson war ein Sohn des gleichnamigen James Wilson (1766–1839), der zwischen 1809 und 1811 für New Hampshire im Kongress saß. Der jüngere Wilson besuchte Schulen in New Ipswich, Atkinson und Exeter. Im Jahr 1815 zog er mit seinen Eltern nach Keene. Anschließend studierte er bis 1820 am Middlebury College. Zwischen 1820 und 1840 war er Mitglied der Miliz seines Staates, in der er es im Lauf der Jahre bis zum Generalmajor brachte.
Nach einem Jurastudium und seiner 1823 erfolgten Zulassung als Rechtsanwalt begann Wilson in Keene in diesem Beruf zu praktizieren. Gleichzeitig schlug er eine politische Laufbahn ein. In den Jahren 1825 bis 1837 sowie 1840 und 1846 war er Abgeordneter im Repräsentantenhaus von New Hampshire; 1828 war er als Nachfolger von Henry Hubbard Speaker dieser Kammer. Wilson wurde Mitglied der Whig Party, deren Bundesparteitag er im Jahr 1840 als Delegierter besuchte. In den Jahren 1835 und 1838 kandidierte er jeweils erfolglos für das Amt des Gouverneurs von New Hampshire. Zwischen 1841 und 1845 war er im Wisconsin-Territorium und im Iowa-Territorium Leiter der Landvermessung.
1846 wurde Wilson im dritten Distrikt von New Hampshire in das US-Repräsentantenhaus in Washington, D.C. gewählt, wo er am 4. März 1847 die Nachfolge des Demokraten James Hutchins Johnson antrat. Nach einer Wiederwahl im Jahr 1848 konnte er bis zu seinem Rücktritt am 9. September 1850 im Kongress verbleiben. In diese Zeit fiel das Ende des Spanisch-Amerikanischen Krieges. In seiner ersten Legislaturperiode zwischen 1847 und 1849 war Wilson Vorsitzender des Ausschusses zur Kontrolle der Ausgaben des Postministeriums.
Zwischen 1851 und 1853 war Wilson einer der Beauftragten zur Abwicklung privater Landansprüche in Kalifornien. Anschließend ließ er sich in San Francisco nieder. Bis 1867 blieb er in dieser Stadt, ehe er nach Keene zurückkehrte. Zwischen 1871 und 1872 war Wilson noch einmal Abgeordneter im Repräsentantenhaus von New Hampshire. Danach zog er sich aus der Politik zurück. Er starb am 29. Mai 1881 in Keene.